# Arroyo de la Ordeña
Arroyo de la Ordeña är en ort i Mexiko.   Den ligger i kommunen Técpan de Galeana och delstaten Guerrero, i den södra delen av landet, 280 km sydväst om huvudstaden Mexico City. Arroyo de la Ordeña ligger 191 meter över havet och antalet invånare är 103.
Terrängen runt Arroyo de la Ordeña är huvudsakligen kuperad, men åt nordost är den bergig. Arroyo de la Ordeña ligger nere i en dal. Runt Arroyo de la Ordeña är det ganska glesbefolkat, med 22 invånare per kvadratkilometer. Närmaste större samhälle är Tecpan de Galeana, 15,9 km söder om Arroyo de la Ordeña. Omgivningarna runt Arroyo de la Ordeña är en mosaik av jordbruksmark och naturlig växtlighet.